# 하제 (동오)
하제(賀齊, ? ~ 227년)은 중국 후한 말, 삼국 시대 오나라의 장수로, 자는 공묘(公苗)이며 회계군 산음(山陰)(지금의 사오싱 시) 사람이다. 하보(賀輔)의 아들이며, 하달(賀達) · 하경(賀景)의 아버지이다.

## 생애
젊어서 군리가 되어 관직생활을 시작했다. 간사한 현리 사종(斯從)은 현에서 큰 세력을 이루고 산월의 복종을 받고 있는 인물이었으나, 하제는 그를 처단했고 사종의 무리 천여 명이 반란을 일으켜 현을 공격하자 성문을 열고 돌격해 무찌르고 산월에까지 위세를 떨쳤다.
건안 원년(196년), 손책(孫策)이 회계태수 왕랑(王朗)을 쫓아내고 회계군(會稽郡)을 평정할 때 효렴(孝廉)으로 천거되었다. 이후 왕랑의 잔당인 후관장 상승(商升)이 손책에게 불복하자, 손책은 영녕현(永寧縣)의 장(長)인 한안(韓晏)을 임시로 남부도위(南部都尉)을 삼아 공격하게 하는 한편 한안을 대신하여 하제를 영녕현의 장으로 삼았다. 상승을 공격하게 한 한안이 패배하자, 손책은 대신 하제를 임시로 남부도위에 임명했다. 하제는 상승을 설득하여 항복시켰고, 상승의 항복에 불응하여 상승을 죽이고 다시 반기를 든 장아(張雅)와 첨강(詹強)의 잔여 세력을 격파하여 항복을 받아냈다.
그 뒤 건안(建安) · 한흥(漢興) · 남평(南平)에서 반란이 일어나자, 203년 하제는 군을 이끌고 진격하여 불복종자들을 진압하였고, 그 공로로 평동교위(平東校尉)로 임명되었다. 205년, 손권(孫權)은 하제에게 회계(會稽) 남부의 상요(上饒)를 토벌하게 하였고, 하제는 상요를 나누어 건평현(建平縣)을 신설하였다.
208년, 하제는 위무중랑장(威武中郞將)으로 승진하였고, 단양(丹陽) · 이(黟) · 흡(歙)을 평정하였다. 이후 이와 흡의 불복종자들이 반란을 일으키자, 이를 격파한 뒤 흡현(歙縣)을 나누어 신도군(新都郡)을 신설하였고, 손권은 하제를 태수(太守)로 임명하면서 편장군(偏將軍)을 더했다. 211년, 오군(吳郡) 여항(餘杭)에서 평민 낭치(郞稚)가 모반을 일으키자, 하제는 군을 이끌고 이를 습격하여 무찔렀고, 여항을 나누어 임수현(臨水縣)을 신설하였다.
213년, 예장(豫章) 동부의 평민 1만여 명이 반란을 일으키자, 이를 진압하여 많은 포로를 사로잡았고, 정강한 자는 병사로 삼고 이에 버금가는 사람은 현의 호구에 편입시켰다. 그 공로로 분무장군(奮武將軍)으로 승진했다. 216년, 파양(鄱陽)의 불복종자들이 조조(曹操)의 인수(印綬)를 받고 반란을 일으키자, 능양(陵陽) · 시안(始安) · 경현(涇縣)이 협력하였다. 하제는 육손(陸遜)과 함께 이를 토벌하여 수천 명을 죽이고 단양의 세 현의 항복을 받아냈으며, 그 공로로 안동장군(安東將軍)에 임명되었으며, 산음후(山陰侯)로 봉해졌다.
222년, 위나라가 오나라를 세 방면에서 침공하자, 양주(揚州) 방면으로 진격한 조휴(曹休) 등을 여범(呂範), 서성(徐盛) 등이 동구(洞口)에서 막으려 하였으나, 여범이 이끄는 군대는 큰 폭풍우를 만나 병사 수천 명이 익사했고, 위나라 군대의 공격을 받아 격파당했다. 하지만 하제는 장강(長江)을 건너지 않은 채 신시(新市)의 수비를 맡고 있었기 때문에 피해를 입지 않았다. 하제는 항상 자신의 군대를 매우 화려하고 사치스럽게 무장시켜 전투에 임했으며, 조휴 등은 이를 보고 두려워하여 물러났다. 이 싸움 후 후장군(後將軍)에 임명되었으며, 가절(假節)을 받아 서주목(徐州牧)에 임명을 받았다.
오나라 희구(戱口)의 수비 장수 진종(晋宗)이 위나라에 투항하여 기춘태수(蘄春太守)가 된 이후 자주 오나라 변경을 습격하자, 223년 조휴 등이 위나라로 회군한 뒤 손권의 명을 받고 미방(糜芳)과 선우단(鮮于丹)을 이끌고 진종을 공격하여 사로잡았다.
이후 하제는 4년 뒤인 227년 세상을 떠났다.

## 같이 보기
- 삼국지 인물 목록